# Rimae Menelaus
Rimae Menelaus – grupa rowów  na powierzchni Księżyca o średnicy około 131 km. Znajduje się na obszarze Mare Serenitatis na współrzędnych selenograficznych ☾ 17,2°N 17,9°E/17,200000 17,900000. Nazwa tego systemu kanałów została nadana w 1978 roku przez Międzynarodową Unię Astronomiczną i pochodzi od pobliskiego krateru Menelaus.